# Michael Hörter
Michael Hörter (* 14. Januar 1958 in Koblenz) ist ein deutscher Politiker (CDU).

## Leben und Beruf
Nach dem Abitur 1977 studierte Hörter katholische Theologie und Germanistik in Bonn und Mainz. Von 1986 bis 1996 war er als Lehrer an einer berufsbildenden Schule in Koblenz tätig. Seit 1998 ist er Vorsitzender des Volksbundes Deutsche Kriegsgräberfürsorge in Rheinland-Pfalz. Michael Hörter, Sohn des ehemaligen Koblenzer Oberbürgermeisters und CDU-Fraktionsvorsitzenden im Mainzer Landtag Willi Hörter, ist verheiratet und hat ein Kind.

## Politik
Hörter trat 1978 der CDU bei. 1989 wurde er Mitglied des Stadtrats von Koblenz und war von 1994 bis 2007 Vorsitzender der Ratsfraktion. Von 1996 bis 2011 war er Abgeordneter des rheinland-pfälzischen Landtags, in dem er innenpolitischer Sprecher der CDU-Landtagsfraktion war. In der Wahl zum Koblenzer Oberbürgermeister unterlag Hörter am 26. Mai 2002 dem bisherigen Amtsinhaber Eberhard Schulte-Wissermann (SPD).